# Сільський округ Жолбарис-батира
Сільський округ Жолбари́с-бати́ра (каз. Жолбарыс батыр ауылдық округі, рос. Сельский округ Жолбарыс батыра) — адміністративна одиниця у складі Каратальського району Жетисуської області Казахстану. Адміністративний центр — село Кальпе.
Населення — 2584 особи (2021; 2812 у 2009, 2975 у 1999, 3889 у 1989).
Станом на 1989 рік існувала Кіровська сільська рада (села Айдар, Кальпе, Кірова, Красний Восток, Тельман). До 2010 року сільський округ називався Карашенгельським.

## Склад
До складу округу входять такі населені пункти:
| Населений пункт   | Населення, осіб (1989) | Населення, осіб (1999) | Населення, осіб (2009) | Населення, осіб (2021) |
| ----------------- | ---------------------- | ---------------------- | ---------------------- | ---------------------- |
| Айдар, село       | 206                    | 119                    | 138                    | 114                    |
| Кальпе, село      | 2453                   | 1709                   | 1786                   | 1486                   |
| --Кірова, село    | 199                    | -                      | -                      | -                      |
| Канабек, село     | 705                    | 936                    | 684                    | 722                    |
| Карашенгель, село | 326                    | 211                    | 204                    | 262                    |